# Gitta Escher
Pour les articles homonymes, voir Escher.
Gitta Escher, née le 18 mars 1957 à Nordhausen, est une gymnaste artistique est-allemande.

## Palmarès

### Jeux olympiques
- Montréal 1976
  -  médaille de bronze au concours par équipes